# Segunda Apología de Justino Mártir
La segunda apología de Justino es una obra apologética escrita en Roma alrededor del año 155 por san Justino.
Se cree que en realidad era una especie de conclusión o añadido de la primera apología debido a que comienza sin ningún preámbulo. Sin embargo, algunos estudiosos como Karl Hubik o Gustave Bardy creen que se trata de otra apología, quizás la mencionada por Eusebio de Cesarea y que habría sido compuesta como respuesta a un nuevo ataque de Frontón hacia el año 160: por tanto, sería del 161 al 165.
La ocasión de la apología la da la condena a muerte de tres cristianos que habían sido denunciados al prefecto Lolio Urbico y que habían sido decapitados tras confesar su religión. Atribuye las persecuciones al poder de los demonios aunque encuentra en ellas un medio que Dios usa para llevar a sus fieles a Él y mostrar a los demás cuán superior resultaba el cristianismo con respecto a los cultos paganos. Responde a la irónica objeción que se había dado al ver que los cristianos confesaban tranquilamente su condición y por tanto eran ajusticiados: podían evitarse tanto problema, si es que querían morir, suicidándose directamente. Justino afirma que el suicidio sería ir contra la voluntad de Dios.
Asume como propio y muestra conocer profundamente lo mejor de la filosofía antigua:

Porque todos los escritores pudieron oscuramente ver la realidad gracias a la semilla del Verbo, que estaba ingénito en ellos. Una cosa, en efecto, es el germen y la semejanza de una cosa dada a los hombres según sus fuerzas, y otra el objeto mismo, del que, por gracia que de Él viene, se da la participación e imitación
Ruiz Bueno (1996:179)

Como en otros textos de la misma índole, la apología concluye solicitando que se acabe la persecución.
Las tres obras conocidas y auténticas de Justino se encuentran en un solo manuscrito en griego realizado en 1364 (es decir, es una copia).